# Trofeo Villa de Madrid 1973
La I edición del Trofeo Villa de Madrid tuvo lugar en la capital de España los días 21, 22 y 23 de agosto de 1973. Organizado por el Atlético de Madrid, todos sus partidos tuvieron lugar en el Estadio Vicente Calderón.
Cuatro fueron los equipos participantes, que se enfrentaron en semifinales en las dos primeras jornadas para dilucidar quiénes jugarían la final del día 23. Los equipos invitados a inaugurar el torneo junto al anfitrión fueron el Partizan de Belgrado de Yugoslavia, el Benfica portugués y el AC Milan italiano, que resultaría el primer ganador de este torneo.

## Resultados

### Semifinales
Las semifinales se disputaron los días 21 y 22 de agosto.
| 21 de agosto de 1973 | AC Milan   | 1:0 (0:0) | SL Benfica | Vicente Calderón, Madrid                                          |                                                                   |
|                      | Rivera 50' |           |            | Asistencia: 45.000 espectadores Árbitro(s): Antonio Rigo (España) | Asistencia: 45.000 espectadores Árbitro(s): Antonio Rigo (España) |

| 22 de agosto de 1973 | Atlético de Madrid | 0:1 (0:0) | Partizan Belgrado | Vicente Calderón, Madrid                                                      |                                                                               |
|                      |                    |           | Bjekovic 82'      | Asistencia: 45.000 espectadores Árbitro(s): Francisco Marques Lobo (Portugal) | Asistencia: 45.000 espectadores Árbitro(s): Francisco Marques Lobo (Portugal) |

### 3.er. y 4º puesto
El día 23, con carácter previo a la final, se disputó el encuentro para el tercer y cuarto puestos, con victoria del anfitrión, el Atlético de Madrid.
| 23 de agosto de 1973 | Atlético de Madrid    | 2:1 (0:0) | SL Benfica | Vicente Calderón, Madrid                                                      |                                                                               |
|                      | Gárate 74' Gárate 84' |           | Nené 51'   | Asistencia: 50.000 espectadores Árbitro(s): Francisco Marques Lobo (Portugal) | Asistencia: 50.000 espectadores Árbitro(s): Francisco Marques Lobo (Portugal) |

### Final
La final tuvo lugar el 23 de agosto en el Estadio Vicente Calderón, con victoria del AC Milan.
| 23 de agosto de 1973 | AC Milan              | 2:1 (2:1) | Partizan Belgrado | Vicente Calderón, Madrid                                          |                                                                   |
|                      | Bigon 8' Chiarugi 24' |           | Bjekovic 44'      | Asistencia: 50.000 espectadores Árbitro(s): Antonio Rigo (España) | Asistencia: 50.000 espectadores Árbitro(s): Antonio Rigo (España) |

| Italia                       |
| Campeón AC Milan 1.er título |